# Elaenia
Genre
Elaenia est un genre d'oiseaux sud-américains de la famille des Tyrannidés. La nomenclature aviaire en langue française donne à ces oiseaux le nom normalisé d'Élénie (ou d'Élaène, moins utilisé).

## Systématique
Suivant, entre autres, les travaux de Rheindt et al., les espèces Elaenia chilensis et Elaenia olivina sont séparées respectivement de Elaenia albiceps et Elaenia pallatangae, et considérées comme des espèces à part entière depuis la classification de référence (version 3.4, 2013) du Congrès ornithologique international.

### Liste d'espèces
D'après la classification de référence (version 14.2, 2025) du Congrès ornithologique international (ordre phylogénique) :
- Elaenia flavogaster (Thunberg, 1822) – Élénie à ventre jaune
- Elaenia martinica (Linné, 1766) – Élénie siffleuse
- Elaenia spectabilis Pelzeln, 1868 – Élénie remarquable
- Elaenia ridleyana Sharpe, 1888 – Élénie de Noronha
- Elaenia albiceps (d'Orbigny et Lafresnaye, 1837) – Élénie à cimier blanc
- Elaenia chilensis Hellmayr, 1927 – Élénie du Chili
- Elaenia parvirostris Pelzeln, 1868 – Élénie à bec court
- Elaenia mesoleuca (Deppe, 1830) – Élénie olivâtre
- Elaenia strepera Cabanis, 1883 – Élénie bruyante
- Elaenia gigas P. L. Sclater, 1871 – Élénie écaillée
- Elaenia pelzelni von Berlepsch, 1907 – Élénie brune
- Elaenia cristata Pelzeln, 1868 – Élénie huppée
- Elaenia chiriquensis Lawrence, 1865 – Élénie menue
- Elaenia brachyptera Berlepsch, 1907 - Élénie de Berlepsch
- Elaenia ruficeps Pelzeln, 1868 – Élénie tête-de-feu
- Elaenia frantzii Lawrence, 1865 – Élénie montagnarde
- Elaenia obscura (d'Orbigny et Lafresnaye, 1837) – Élénie obscure
- Elaenia sordida Zimmer, JT, 1941 – Élénie sordide
- Elaenia dayi Chapman, 1929 – Élénie de Day
- Elaenia pallatangae P. L. Sclater, 1862 – Élénie de Pallatanga
- Elaenia olivina Salvin & Godman, 1884 – Élénie du Roraima
- Elaenia fallax P. L. Sclater, 1861 – Élénie sara